# 1961 en cyclisme
| Années du cyclisme : 1958 - 1959 - 1960 - 1961 - 1962 - 1963 - 1964    |
| Décennies du cyclisme : 1930 - 1940 - 1950 - 1960 - 1970 - 1980 - 1990 |

Les faits marquants de l'année 1961 en cyclisme.

## Par mois

### Février
5 février : le Belge Willy Haelterman gagne le Grand Prix de Saint-Raphaël.
12 février : le Français Gilbert Salvador gagne le Grand Prix de Grasse.
14 février : l'Espagnol Federico Bahamontes gagne la Course de côte du Mont Agel pour la deuxième fois.
18 février : le Français Gilbert Scodeller gagne le Grand Prix d'Antibes.
19 février : l'Espagnol Angelino Soler gagne le Tour d'Andalousie.
19 février : l'Italien Nino Defilippis gagne le Grand Prix de Cannes.
22 février : le Néerlandais Jo de Roo gagne le Grand Prix de Monaco.
26 février : l'Allemand Rudi Altig gagne la Ronde d'Aix en Provence.
27 février : le Français Louison Bobet s'offre l'un de ses derniers bouquets en gagnant le Grand Prix de Nice.

### Mars
- 3 mars : le Belge Emile Daems gagne le Tour de Sardaigne.
- 4 mars : le Belge Arthur Decabooter gagne le Circuit Het Volk.
- 5 mars : le Belge Rik Van Looy gagne Sassari-Cagliari.
- 5 mars : le Belge Fred de Bruyne gagne Kuurne-Bruxelles-Kuurne.
- 5 mars : le Belge Martin Van Geneugden gagne le Tour du Limbourg.
- 5 mars : le Français Fernand Picot gagne Gênes-Nice. L'épreuve ne reprendra qu'en 1964.
- 11 mars : le Belge Arthur Decabooter gagne le Grand Prix E3.
- 11 mars : l'Italien Walter Martin gagne Milan-Turin.
- 12 mars : l'Espagnol Salvador Botella gagne le Tour du Levant pour la deuxième fois.
- 12 mars : le Belge Rik Van Steenbergen s'offre un de ses derniers bouquets sur route en gagnant le Circuit des 11 villes.
- 12 mars : le Français Jean Zolnowski gagne le Grand Prix d'Aix-en-Provence.
- 16 mars : le Français Jacques Anquetil gagne Paris-Nice pour la deuxième fois.
- 19 mars : le Français Raymond Poulidor gagne Milan-San Remo après une échappée qui lui a permis de garder quelques secondes d'avance sur la meute des sprinters qui étaient à ses trousses. Alors que Poulidor pensait être éliminé pour la victoire finale (dans le col du turchino il a été victime d'un ennui mécanique et comme la voiture de son directeur sportif était bloquée à un passage à niveau, il a perdu 2 minutes sur le peloton) son directeur sportif le Français Antonin Magne a remotivé son coureur pour qu'il rentre dans le peloton et sitôt la jonction faite l'a incité à l'attaque permettant ainsi l'éclosion du coureur de St Léonard du Noblat au niveau international.
- 19 mars : le Français Jean Graczyk gagne le Grand prix de Fréjus. L'épreuve ne reprendra qu'en 1966.
- 19 mars : le Belge Gabriel Borra gagne le Circuit des Ardennes Flamandes.
- 26 mars : le Britannique Tom Simpson gagne le Tour des Flandres. Simpson se présente à l'arrivée avec l'Italien Nino Defilippis. Durant la journée le vent très violent a arraché la banderole d'arrivée et il y a deux lignes tracées sur le sol. Defilippis franchit la première ligne et se croit vainqueur, il se relève, Simpson le coiffe sur la deuxième ligne qui est l'authentique ligne d'arrivée. Malgré les légitimes récriminations de l'Italien , les organisateurs ne veulent assumer aucune responsabilité dans cette affaire.
- 30 mars : l'Italien Livio Trape gagne le Tour de Campanie.

### Avril
- 1er avril le Belge Noël Foré gagne le Grand Prix de la Banque.
- 2 avril : le Français Jacques Anquetil gagne le Critérium national de la route.
- 2 avril : l'Italien Dino Bruni gagne le Tour de la province de Reggio de Calabre.
- 2 avril : l'Espagnol Vicente Iturat gagne le Grand Prix de Pâques.
- 3 avril : le Belge Martin Van Geneugden gagne le Circuit des Régions Fruitières pour la deuxième année d'affilée.
- 4 avril : le Belge Arthur Decabooter gagne le Grand Prix de Denain.
- 4 avril : le Français Jean Claude Annaert gagne Paris-Camembert.
- 6 avril : le Belge Pino Cerami gagne la première édition de la Flèche brabançonne.
- 9 avril : le Belge Rik Van Looy gagne Paris-Roubaix.
- 9 avril : le Suisse Willy Trepp gagne le Tour des 4 Cantons.
- 12 avril : le Français Arnaud Geyre gagne la première édition du Tour de L'Hérault.
- 14 avril : l'Espagnol José Perez Frances gagne le Grand Prix de Navarre.
- 16 avril : le Belge Frans Aerenhouts Gand-Wevelgem pour la deuxième fois d'affilée.
- 16 avril : l'Italien Marino Fontana gagne le Tour de Toscane.
- 16 avril : le Français Raymond Poulidor gagne la Course de côte du Mont Faron contre la montre.
- 22 avril : l'Espagnol Julio Sanemeterio gagne le Grand Prix de Printemps.
- 23 avril : le Belge Pino Cerami gagne Paris-Bruxelles.
- 23 avril : le Français Gilbert Salvador gagne la Course de côte du Mont Faron en ligne.
- 23 avril : l'Espagnol Federico Bahamontes gagne la Subida a Arrate pour la quatrième année de rang.
- 23 avril : le Polonais Tadeusz Wierucki gagne Bruxelles-Charleroi-Bruxelles.
- 25 avril : le Français Jacques Anquetil gagne le Grand prix de Forli pour la deuxième année d'affilée.
- 26 avril : le Belge Léon Van Daele gagne la Nokere Koerse. L'épreuve ne sera pas disputée en 1962 er reprendra en 1963.
- 30 avril : le Belge Maurice Meuleman gagne " A Travers la Belgique".
- 30 avril : le Belge Willy Vannitsen gagne le Circuit du Limbourg pour la deuxième fois.

### Mai
- 1er mai : le Belge Jean Baptiste Claes gagne le Grand Prix Hoboken.
- 1er mai : le Français Jean Graczyk gagne Rome-Naples-Rome. Ensuite l'épreuve disparait du calendrier international.
- 4 mai : l'Allemand Friedhelm Fischerkeller gagne le Tour de R F A.
- 6 mai ; le Français Edouard Bihouée gagne la Polymultipliée.
- 7 mai : le Suisse Rolf Maurer gagne le Championnat de Zurich.
- 7 mai : l'Italien Adriano Zamboni gagne le Tour de Romagne.
- 7 mai : le Belge Willy Vannitsen gagne le Tour du Brabant Central.
- 11 mai : l'Espagnol Angelino Soler remporte la 16e édition du Tour d'Espagne.
- 11 mai : le Belge Rik Van Looy gagne le Tour de Belgique.
- 12 mai : le Belge Michel Van Aerde gagne le Circuit des 3 Provinces Belge.
- 14 mai : le Français Louis Rostollan gagne le Tour de Romandie pour la deuxième fois d'affilée.
- 14 mai : comme l'année précédente le Belge Joseph Planckaert gagne les 4 jours de Dunkerque. C'est sa troisième victoire dans cette épreuve.
- 15 mai : le Belge Rik Van Looy gagne Liège-Bastogne-Liège.
- 16 mai : le Belge Willy Vannitsen gagne le Flèche Wallone. C'est Rik Van Looy qui gagne le Week End Ardennais.
- 16 mai : le Soviétique Youri Melikhov remporte la  14e Course de la Paix.
- 19 mai : le Français Simon Leborgne gagne le Tour de l'Aude.
- 21 mai : le Belge René Vanderkeven gagne la première édition du Tour du Brabant Ouest.
- 22 mai : le Belge Jan Adriaensens gagne la Flèche Hesbignonne.
- 22 mai : le Belge André Noyelle gagne le Circuit de Flandre Orientale.
- 24 mai : le Néerlandais Dick Enthoven gagne le Tour des Pays-Bas.
- 27 mai : le Français Joseph Groussard gagne le Grand Prix du Midi libre.
- 28 mai : l'Espagnol Jaime Alomar gagne le Tour de l'Oise.
- 28 mai : le Belge Petrus Oellibrandt gagne le Circuit Mandel-Lys-Escaut.

### Juin
- 1er juin : l'Italien Arnaldo Pambianco gagne la 44e édition du Tour d'Italie.
- 4 juin : le Britannique Brian Robinson gagne le Critérium du Dauphiné libéré.
- 4 juin : le Belge Wim Van Est gagne Bordeaux-Paris pour la troisième fois.
- 4 juin : le Belge Georges Vandenberghe remporte le Week-end spadois
- 11 juin : le Français Joseph Groussard gagne les Boucles de la Seine pour la deuxième fois.
- 11 juin : le Suisse Alfred Rüegg gagne le Tour du Nord-Ouest de la Suisse.
- 11 juin : le Belge Gustave Desmet gagne le Circuit de Belgique Centrale.
- 14 juin : le Belge Georges Decraeye gagne Bruxelles-Ingooigem.
- 18 juin : l'Italien Angelo Conterno gagne le Tour du Piémont.
- 18 juin : l'Allemand Hans Junkermann est champion de R F A sur route pour la troisième année d'affilée.
- 18 juin : le Français Raymond Poulidor néo professionnel devient champion de France sur route en venant à bout du tenant du titre Jean Stablinski. À l'issue d'une course très animée les deux hommes se sont retrouvés en tête. En vue de l'arrivée le directeur sportif Français Antonin Magne a demandé à Poulidor de ne plus mener et de se réserver pour le sprint. Voyant cela Stablinski lance le sprint de beaucoup trop loin, présumant ainsi de ses forces et sous estimant celles de Poulidor . Ce dernier résiste au démarrage de Stablinski  et le dépasse pour franchir la ligne d'arrivée en vainqueur.
- 19 juin : le Luxembourgeois Charly Gaul gagne le Tour de Luxembourg pour la troisième fois.
- 20 juin : le Néerlandais Jo de Roo gagne le Manx Trophy.
- 21 juin : le Suisse Attilio Moresi gagne le Tour de Suisse.
- 25 juin : départ du Tour de France, une minute de bonification est accordée a chaque vainqueur d'étape ainsi que 30 secondes au deuxième. Le Français André Darrigade gagne au sprint la 1ere demi-étape de la 1ere étape du Tour de France Rouen-Versailles, 2eme l'Italien Mario Minieri, 3eme le Français Jean Gainche. Une échappée de 15 hommes où figure le Français Jacques Anquetil a pris 4 minutes 48 secondes au peloton où se trouve le Luxembourgeois Charly Gaul. Darrigade prend le maillot jaune avec 30 secondes d'avance sur Minieri et 1 minute sur Gainghe.
- La 2eme demi-étape contre la montre autour de Versailles est remportée par le Français Jacques Anquetil, 2eme le Français Albert Bouvet à 2 minutes 32 secondes, 3eme l'Italien Graziani  Battistini à 2 minutes 39 secondes, 4eme le Français Henry Anglade à 2 minutes 43 secondes, 5eme le Luxembourgeois Charly Gaul à 2 minutes 55 secondes, le Français Jean Gainche est 60eme à 5 minutes 42 secondes, l'Italien Mario Minieri est 84eme à 6 minutes 41 secondes et le Français André Darrigade 104eme à 7 minutes 37 secondes perd le maillot jaune. Au classement général,  comme il l'avait annoncé avant le départ, Anquetil prend le maillot jaune et le gardera jusqu'à l'arrivée à Paris, 2eme le Français Joseph Groussard à 4 minutes 46 secondes, 3eme l'Italien Guido Carlesi à 5 minutes 25, Charly Gaul est déjà à 8 minutes 13 secondes. Une petite polémique divise ceux qui soutiennent qu'Anquetil a porté le maillot jaune de bout en bout et ceux qui font remarquer que Darrigade a porté le 1er maillot de leader. Pour concilier les deux, disons qu'il est difficile d'écrire qu'Anquetil a porté le maillot de bout en bout puisque Darrigade a porté le maillot jaune durant le contre la montre. Disons qu'Anquetil a porté le maillot jaune du premier au dernier jour (ce qui revient au même avec une nuance toutefois). Le Belge Romain Maes en 1935 avait enfilé le maillot jaune que le soir de sa victoire dans la 1ere étape et nul n'objecte qu'il n' ait porté le maillot jaune de bout en bout, même s'il ne l'a pas porté durant la 1ere étape du Tour 1935.
- 26 juin : le Français André Darrigade gagne au sprint la 2eme étape du Tour de France Pontoise-Roubaix, 2eme le Belge Emile Daems , 3eme l'Italien Carlo Brugnami. Ces coureurs faisaient partie d'une échappée de 13 hommes qui prennent 41 secondes d'avance devant le peloton. Pas de changement en tête du classement général. À noter que sur les pavés les Français René Privat et François Mahé chutent et abandonnent. Leurs équipiers les Français Pierre Everaet, Louis Rostollan et Henry Anglade chutent également mais continuent la course couverts de plaies et contusions, le Français Jacques Anquetil ne compte donc plus que 6 hommes valides pour l'aider.
- 27 juin : le Belge Emile Daems gagne au sprint la 3eme étape du Tour de France Roubaix-Charleroi qui emprunte le mur de Grammont, 2eme le Belge Frans Aerenhouts même temps, 3eme le Belge Michel Van Aerde à 5 secondes puis tout le peloton. Pas de changement en tête du classement général.
- 28 juin : le Français Anatole Novak gagne la 4eme étape du Tour de France Charleroi-Metz au sprint devant le Français Robert Cazala et le Suisse Rolf Graf à 1 seconde, le peloton arrive morcelé, le Français Joseph groussard termine 7eme à 35 secondes, le peloton des favoris finit à 1 minute 22 secondes. Au classement général Anquetil perd du terrain sur Groussard 2eme  à 3 minutes 59 secondes, l'Italien Guido Carlesi est 3eme à 5 minutes 25 secondes. À noter que le surnom de Carlesi est Coppino, le petit Coppi en Français, en raison de sa ressemblance avec le Campionissimo.
- 29 juin : le Français Louis Bergaud gagne détaché la 5eme étape du Tour de France Metz-Strasbourg, 2eme le Français Jean Dotto à 40 secondes, 3eme le Français Stéphane Lach même temps, le gros du peloton arrive avec 4 minutes 56 secondes de retard. Au classement général derrière les Français Jacques Anquetil leader et Joseph Groussard second, Jean Dotto devient 3eme à 5 minutes 21 secondes.
- 30 juin : le Belge Jo Planckaert gagne la 6eme étape du Tour de France Strasbourg-Belfort qui emprunte le col de la Schlucht et le Ballon d'Alsace, 2eme à 4 minutes 41 secondes l'Italien Graziani Battistini, 3eme l'Espagnol José Perez Frances à 4 minutes 49 secondes qui règle le sprint du peloton. Le Français Joseph Groussard termine 80eme à 17 minutes 15 secondes et quitte les premières places. Au classement général le Français Jacques Anquetil devance son compatriote Jean Dotto 2eme de 5 minutes 21 secondes, 3eme l'Italien Guido Carlesi à 5 minutes 22 secondes. Le Luxembourgeois Charly Gaul seul véritable rival d'Anquetil devient 10eme à 8 minutes 13 secondes.

### Juillet
- 1er juillet : le Français Jean Stablinski gagne au sprint la 7eme étape du Tour de France Belfort-Chalon-sur-Saône, 2eme son compatriote Joseph Groussard, 3eme le Belge Michel Van Aerde, le sprint du peloton est remporté par le Français André Darrigade 17eme à 6 minutes 33 secondes. L'échappée du jour comptait 15 hommes dont l'Espagnol Fernando Manzaneque le plus dangereux de tous au classement général. L'écart avec le peloton atteint 13 minutes et Manzaneque est alors virtuel maillot jaune. Marcel Bidot directeur sportif de l'équipe de France veut faire décrocher Stablinski et Groussard pour aider le Français Jacques Anquetil à sauver le maillot jaune. Ce dernier refuse conscient de l'effet désastreux d'une telle décision sur le moral de ses équipiers encore valides et en passe de gagner l'étape. Garder le maillot jusqu'à Paris est un pari d'Anquetil et non de l'équipe de France, le perdre pour le reprendre plus loin n'est pas un drame. Aussi Anquetil s'attache seul à la défense de son maillot jaune, il se porte seul en tête du peloton et tire un très long relais, seul, jusqu'à l'arrivée, où l'écart est descendu à 6 minutes 33 secondes. Le maillot jaune est sauvé. Seul face à 15 échappés, tirant derrière lui le peloton, Anquetil leur reprend 6 minutes 27 secondes. L'exploit n'est pas le plus connu des faits d'armes d'Anquetil mais c'est celui qui lui vaut l'admiration du peloton. Anquetil est devenu Maître Jacques. Au classement général Manzaneque devient second à 4 minutes 37 secondes, 3eme le Français Jean Dotto à 5 minutes 21 secondes.
- 2 juillet : le Français Jean Forestier gagne la 8eme étape du Tour de France Chalon-sur-Saône-Saint Etienne devant son compagnon d'échappée le Français Stephane Lach 2eme, le 3eme le Français Pierre Everaert à 3 minutes 39 secondes, le peloton est à 4 minutes 10 secondes. Pas de changement en tête du classement général.
- 3 juillet : le Luxembourgeois Charly Gaul gagne en solitaire, malgré une chute dans la descente du col du Cucheron, la 9eme étape du Tour de France Saint Etienne-Grenoble qui emprunte les cols de la République, du Granier, du Cucheron et de Porte. Dès le Granier, Anquetil est lâché car il n'a pas choisi les bons développements, il change deux fois la roue arrière.  Son retard au sommet du Granier est de 1 minute 25 secondes sur Gaul. Au sommet du Cucheron son retard est de 3 minutes 5 secondes sur un Gaul déchainé. Dans la descente Gaul chute et repart malgré de profondes blessures. Gaul devance tout de même Anquetil de 2 minutes 5 secondes au sommet de Porte. À l'arrivée son avance n'est que de 1 minute 40 secondes plus 1 minute de bonification pour le vainqueur de l'étape sur Anquetil qui gagne les 30 secondes de bonification pour le second de l'étape. Dans le même temps qu'Anquetil arrivent l'Italien Imerio Massignan 3eme, l'Allemand Hans Junkermann 4eme, l'Espagnol Fernando Manzaneque 5eme. L'Italien Guido Carlesi est 6eme à 3 minutes 31 secondes et le Français Jean Dotto finit 11eme à 5 minutes 45 secondes. Dotto a perdu le Tour sur un terrain qui était censé l'avantager. Au classement général 1er Anquetil, 2eme Manzaneque à 5 minutes 7 secondes, 3eme Gaul à 6 minutes 3 secondes, 4eme Carlesi à 7 minutes 43 secondes.
- 4 juillet : le Français Guy Ignolin gagne la 10eme étape du Tour du Tour de France Grenoble-Turin qui emprunte les cols de la Croix de Fer et du Mont Cenis. Il devance au sprint son compagnon d'échappée le Français Emmanuel Busto 2eme, 3eme l'Italien Carlo Brugnami à 11 minutes 10 secondes, le Français André Darrigade 4eme à 12 minutes 31 secondes gagne le sprint du peloton. Pas de changement en tête du classement général.
- 5 juillet : l'Italien Guido Carlesi gagne la 11eme étape du Tour de France Turin-Antibes qui emprunte les cols de Tende, de Brouis et de Braus et la minute de bonification du vainqueur, 2eme le Français Jacques Anquetil qui prend les 30 secondes de bonifications du second de l'étape, 3eme le Français Jean Gainche puis le peloton où figurent tous les favoris. Au classement général 1er Anquetil, 2eme l'Espagnol Fernando Manzaneque à 5 minutes 37 secondes, 3eme le Luxembourgeois Charly Gaul à 6 minute 33 secondes, 4eme Carlesi à 7 minutes 13 secondes.
- 6 juillet : le Belge Michel Van Aerde gagne au sprint la 12eme étape du Tour de France Antibes-Aix en Provence devant ses 10 compagnons d'échappée, 2eme le Français Jean Stablinski, 3eme le Belge Jean Baptiste Claes, le sprint du peloton est réglé par l'Italien Guido Carlesi  12eme à 6 minutes 42 secondes. Pas de changement en tête du classement général .
- 7 juillet : le Français André Darrigade gagne au sprint  la 13eme étape du Tour de France Aix en Provence-Montpellier devant ses 11 compagnons d'échappée, 2eme le Néerlandais Jaap Kerstens, 3eme le Belge Frans Aerenhouts . Le peloton est morcelé, les favoris arrivent avec 2 minutes 48 secondes de retard. Pas de changement au classement général. Il y a repos le 8 juillet.
- 9 juillet : le Belge Eddy Pauwels gagne, au sprint devant ses compagnons d'échappée, la 14eme étape du tour de France Montpellier-Perpignan, 2eme le Français Fernand Picot, 3eme le Français Jean Forestier, 2 coureurs sont intercalés et le peloton que règle au sprint le Belge Joseph Planckaert 6eme arrive avec 2 secondes de retard. Pas de changement en tête du classement général.
- 9 juillet : l'Italien Giuseppe Tonucci gagne le grand prix Cemab.
- 10 juillet : l'Italien Guido Carlesi gagne détaché la 15eme étape du Tour de France Perpignan-Toulouse et empoche la minute de bonification du vainqueur, 2eme le Belge Jean Baptiste Claes, 3eme le Français André Foucher, 4eme le Français Louis Bergaud tous même temps. Le Belge Michel Van Aerde 6eme à 6 secondes gagne le sprint du peloton. Au classement général : 1er le Français Jacques Anquetil, l'Espagnol Fernando Manzaneque à 5 minutes 37 secondes, 3eme Carlesi à 6 minutes 7 secondes, 4eme le Luxembourgeois Charly Gaul à 6 minutes 33 secondes. À la veille d'aborder les Pyrénées seul un de ces quatre hommes peut encore gagner le Tour.
- 11 juillet : l'Italien Imerio Massignan gagne la 16eme étape du Tour de France Toulouse-Superbagnères qui emprunte les cols des Ares, du Portillon avec arrivée au sommet de Superbagnères. Il n'y avait plus eu d'arrivée au sommet, dans une étape en ligne, depuis Cauterets en 1953. Il y a un vent qui souffle en tempête au sommet, mais cela n'explique pas l'apathie du Luxembourgeois Charly Gaul grand favori de l'étape. L'Italien Guido Carlesi est 2eme de l'étape à 8 secondes, 3eme l'Allemand Hans Junkermann à 14 secondes, 4eme le Français Jacques Anquetil à 16 secondes, 5eme le Belge Joseph Hoevenaers, 6eme Gaul, 7eme le Français André Foucher tous même temps qu' Anquetil. L'Espagnol Fernando Manzaneque est 8eme à 21 secondes. À noter que c'est la première victoire professionnelle de Massignan. Au classement général : 1er Anquetil, Carlesi à 5 minutes 29 secondes, 3eme Manzaneque à 5 minutes 43 secondes, 4eme Gaul à 6 minutes 33 secondes, 5eme Massignan à 8 minutes 20 secondes, 6eme Junkermann à 9 minutes 14 secondes.
- 12 juillet : le Belge Eddy Pauwels gagne la 17eme étape du Tour de France Luchon-Pau qui emprunte les cols de Peyresourde, d'Aspin, du Tourmalet et de l'Aubisque. Profitant de la passivité des grands grimpeurs le Français Marcel Queheuille s'échappe dans l'Aspin et persiste dans le Tourmalet qu'il franchit également en tête. Dans l'Aubisque Pauwels rejoint et lâche Queheuille. Dans la vallée Queheuille, rejoint également par le Français André Foucher, recolle sur Pauwels. Les 3 hommes se disputent la victoire au sprint à Pau et Pauwels s'impose devant Foucher 2eme et Queheuille 3eme. Les favoris se neutralisent et arrivent 4 minutes 6 secondes après. Personne n'ose attaquer le Français Jacques Anquetil. Jacques Goddet directeur du Tour de France et du journal l'équipe dans un article cinglant raille les"nains de la route". Bien sur, il n'y a pas de changement en tête du classement général.
- 12 juillet : le Belge Jacques de Boever gagne le Circuit des Monts du Sud-Ouest.
- 13 juillet : le Belge Martin Van Geneugden gagne la 18eme étape du Tour de France Pau-Bordeaux, 2eme le Français Jean Gainghe, 3eme le Français André Darrigade puis tout le peloton.
- 14 juillet : le contre la montre de la 19eme étape du Tour de France Bergerac-Périgueux est remportée par le Français Jacques Anquetil qui empoche aussi la minute de bonification, 2eme le Luxembourgeois Charly Gaul à 2 minutes 59 secondes qui empoche les 30 secondes de bonification du second, 3eme l'Italien Guido Carlesi à 3 minutes 37 secondes, 4eme l'Allemand Hans Junkermann à 3 minutes 41 secondes, l'Italien Imerio Massignan est 11eme à 6 minutes 29 secondes et l'Espagnol Fernando Manzaneque termine 16eme à 7 minutes 30 secondes. Au classement général Anquetil a le Tour en poche avec 10 minutes 2 secondes d'avance sur Gaul 2eme, 3eme Carlesi à 10 minute 6 secondes, 4eme Junkermann à 13 minutes 55 secondes, 5eme Manzaneque à 14 minutes 13 secondes, 6eme Massignan à 15 minutes 29 secondes.
- 15 juillet : le Français André Darrigade gagne au sprint la 15eme étape du Tour de France Périgueux-Tours, 2eme le Français Bernard Viot, 3eme l'Italien Guido Carlesi (qui rate les 30 secondes de bonification de second de l'étape), puis tout le peloton.
- 16 juillet : le Français Robert Cazala gagne la 21eme étape du Tour de France Tours-Paris, 2eme Anquetil, 3eme le Belge Joseph Hoevenaers. C'est le Français Jacques Anquetil qui a provoqué la sélection dans les côtes de la vallée de Chevreuse. Il entraine dans son sillage 7 hommes dont l'Italien Imerio Massignan et le Français Robert Cazala son équipier. Anquetil tel une locomotive fonce sur Paris, les autres sont les wagons. Sur le vélodrome du Parc des Princes il lance le sprint pour Cazala qui remporte une étape qu'Anquetil aurait gagné s'il l'avait voulu, mais que Cazala mérite pour tous les efforts fournis en faveur de son leader. Le peloton est morcelé et le groupe où figurent le Luxembourgeois Charly Gaul et l'Italien Guido Carlesi arrive au Parc des Princes avec 1 minute 44 de retard. Carlesi pour combler son retard de 4 secondes sur Gaul attaque (les temps sont pris à l'entrée du vélodrome), bien sur les équipiers de  Gaul réagissent, mais le Luxembourgeois Marcel Ernzer qui veut sauter dans la roue de l'Italien, s'accroche avec le Suisse Rolf Graz et chute. Derrière Gaul fait un écart pour l'éviter. Carlesi en profite et entre sur le vélodrome avec 6 secondes d'avance sur Gaul et lui prend la place de second et les primes qui vont avec, pour 2 petites secondes. Jacques Anquetil remporte le 2e de ses cinq Tours de France, avec la bonification de second de l'étape il devance Carlesi 2eme de 12 minutes 14 secondes, 3eme Gaul à 12 minutes 16 secondes. L'Italien Massignan 5eme de l'étape profite de l'échappée orchestrée par Anquetil pour devenir 4eme à 15 minutes 59 secondes, l'Allemand Hans Junkermann rétrograde à la 5eme place à 16 minutes 9 secondes et l'Espagnol Fernando rétrograde à la 6eme place à 16 minutes 27 secondes. Massignan remporte, pour la deuxième fois d'affilée, le Grand Prix de la Montagne qui n'a pas encore de maillot distinctif. Le Français André Darrigade remporte, pour la 2eme fois, le classement par points symbolisé par le maillot vert.
- 21 juillet : l'Espagnol Antonio Suarez est champion d'Espagne sur route pour la troisième année d'affilée.
- 23 juillet : l'Italien Ercole Baldini gagne Milan-Mantoue.
- 25 juillet : l'Espagnol Roberto Morales gagne le Grand Prix de Villafranca.
- 27 juillet : le Belge Willy Declercq gagne la première édition du Circuit du Tournaisis. La seconde édition aura lieu en 1964.
- 30 juillet : le Néerlandais Bas Maliepaard conserve son titre de champion des Pays-Bas sur route.
- 30 juillet : le Suisse Ernst Fuchs devient champion de Suisse sur route.
- 30 juillet : le Belge Michel Van Aerde devient champion de Belgique sur route.
- 30 juillet : l'Italien Adriano Zomboni gagne le Tour des Apennins.
- 31 juillet : le Français Joseph Wasko gagne le Grand Prix de Fourmies.

### Août
1er août : le Belge Raymond Vrancken gagne le Grand Prix de l'Escaut pour la deuxième fois.
3 août : le Belge Rik Van Looy gagne le Bol d'Or des Monedières.
6 août : l'Italien Angelo Conterno gagne le Trophée Matteotti.
13 août : le Belge Willy Vannitsen gagne les Trois vallées varésines.
15 août : le Belge Willy Vannitsen gagne Milan-Vignola.
20 août : le Belge Gilbert Desmet gagne le Grand Prix de Prato.
22 août : le Belge Frans Schoubben gagne le Grand Prix de Zottegem.
26 août : pour la troisième année consécutive le Luxembourgeois Charly Gaul est champion du Luxembourg sur route. C'est son cinquième titre en tout.
26 août : le Britannique Dave Bedwell devient champion de Grande-Bretagne sur route pour la deuxième fois.
26 août : l'Espagnol José Bernardez gagne le Grand Prix de LLodio.
28 août : le Belge Ludo Janssen gagne la première édition de Druivenkoers-Overijse.
29 août : le Belge Jos Hoevenaers gagne la Coupe Sels.

### Septembre
- 27 août-3 septembre : championnats du monde de cyclisme sur piste à Zurich (Suisse). Comme l'an dernier l'Italien Antonio Maspes est champion du monde de vitesse professionnelle, c'est son cinquième titre en tout. L'Italien Sergio Bianchetto est champion du monde de vitesse amateur. L'Allemand Rudi Altig est champion du monde de poursuite professionnelle pour la deuxième année d'affilée. Le Néerlandais Henk Nijdam est champion du monde de poursuite amateur.
- 1er septembre : à Berne (Suisse) le Français Jean Jourden devient champion du monde amateur sur route.
- 2 septembre : à Berne (Suisse) la Belge Yvonne Reynders est championne du monde sur route féminine pour la deuxième fois.
- 3 septembre : à Berne (Suisse) le Belge Rik Van Looy devient champion du monde sur route pour la deuxième année d'affilée, l'Italien Nino de Filippis est médaille d'argent et le Français Raymond Poulidor est médaille de bronze. C'est lors de ce sprint que Van Looy cassa plusieurs rayons de sa roue arrière et acquit sa réputation de casseur de roue.
- 4 septembre : le Belge Alfons Hermans gagne la Flèche Anversoise.
- 5 septembre : le Belge Frans Aerenhouts gagne le Grand Prix de Brasschaat.
- 5 septembre : le Français Joseph Morvan gagne le Circuit des boucles de l'Aulne.
- 10 septembre : l'Italien Rolando Picchiotti gagne le Grand Prix de Camaiore.
- 10 septembre : le Français Manuel Manzano gagne la Poly Lyonnaise.
- 10 septembre : l'Espagnol Antonio Barrutia gagne la Subida al Naranco.
- 11 septembre : l'Italien Bruno Mealli gagne le Tour du Latium.
- 14 septembre : le Belge Frans de Mulder gagne le Championnat des Flandres.
- 14 septembre : le Belge Jos Wouters gagne le Grand Prix d'Orchies.
- 17 septembre : le Français Jacques Anquetil gagne le Grand Prix des Nations pour la septième fois. Cette victoire lui assure de gagner le Trophée Super Prestige Pernod qui cette année pour la première fois inclut toutes les grandes épreuves internationales. Anquetil remporte aussi le Trophée Prestige Pernod , son compatriote Raymond Poulidor gagne le Trophée Promotion Pernod pour la deuxième année d'affilée.
- 17 septembre : l'Italien Nino Defilippis gagne le Tour de Vénétie.
- 17 septembre : le Néerlandais Jo de Haan gagne le Grand Prix d'Isbergues.
- 24 septembre : le Français Henri Duez gagne le Tour de Catalogne.
- 24 septembre : l'Italien Arturo Sabbadini gagne le Trophée Bernocchi. Comme la course a été désignée championnat d'Italie sur route, Sabbadini devient champion d'Italie sur route.
- 28 septembre : le Belge Roland Aper gagne le Circuit du Houtland.
- 30 septembre : le Belge André Vlayen gagne le Circuit des Régions Flamandes.

### Octobre
- 4 octobre : l'Italien Diego Ronchini gagne le Tour d'Émilie pour la deuxième fois.
- 8 octobre : le Belge Jos Wouters gagne Paris-Tours.
- 8 octobre : l'Italien Dino Bruni gagne la Coupe Sabatini.
- 15 octobre : pour la quatrième fois consécutive le Français Jacques Anquetil gagne le Grand prix de Lugano. C'est sa sixième victoire en tout dans cette épreuve.
- 17 octobre : le Néerlandais Piet Rentmeester gagne le Grand Prix de Clôture.
- 18 octobre : l'Italien Bettinelli gagne la Coppa Agostoni. L'épreuve n'aura pas lieu en 1962 et reprendra en 1963.
- 21 octobre : l'Italien : Vito Taccone gagne le Tour de Lombardie.

### Novembre
1er Novembre : l'Italien Ercole Baldini et le Français Joseph Velly gagnent le Trophée Baracchi.

## Principales naissances
- 1er janvier : Davide Cassani, cycliste italien.
- 2 janvier : Acácio da Silva, cycliste portugais.
- 5 janvier : Gilles Mas, cycliste français.
- 6 janvier : Michel Dernies, cycliste belge.
- 16 janvier : Dirk De Wolf, cycliste belge.
- 21 janvier : Piotr Ugrumov, cycliste letton.
- 6 février : Bernd Dittert, cycliste allemand.
- 13 février : Isabelle Nicoloso, cycliste française.
- 17 février : Rudy Rogiers, cycliste belge.
- 27 mars : Tony Rominger, cycliste suisse.
- 4 avril : Nico Emonds, cycliste belge.
- 10 avril : Rudy Dhaenens, cycliste belge († 6 avril 1998).
- 16 avril : Herman Frison, cycliste belge.
- 26 avril : Philippe Chevallier, cycliste français.
- 30 avril : Eric Van Lancker, cycliste belge.
- 3 mai : Alexandre Zinoviev, cycliste soviétique († 21 février 2005).
- 4 mai : Luis Herrera, cycliste colombien.
- 8 juin : Gerrit Solleveld, cycliste néerlandais.
- 12 juin : Patrice Esnault, cycliste français.
- 25 juin : Massimo Ghirotto, cycliste italien.
- 26 juin : Greg LeMond, cycliste américain.
- 1er juillet :
  - Jean-Claude Colotti, cycliste français.
  - Fredy Schmidtke, cycliste allemand.
- 3 juillet : Dominique Gaigne, cycliste français.
- 4 juillet : Connie Paraskevin, cycliste américaine.
- 19 juillet : Christian Chaubet, cycliste français.
- 22 juillet : Pascal Jules, cycliste français († 25 octobre 1987).
- 23 juillet : Jörg Müller, cycliste suisse.
- 19 juillet : Massimo Podenzana, cycliste italien.
- 2 octobre : Nico Verhoeven, cycliste néerlandais.
- 5 novembre : Denis Roux, cycliste français.
- 13 novembre : Lech Piasecki, cycliste polonais.
- 17 novembre : Alfonso Gutiérrez, cycliste espagnol.
- 18 novembre
  - Robert Forest, cycliste français.
  - Jacques Decrion, cycliste français.

## Principaux décès
- 9 février : Oscar Egg, cycliste suisse (° 2 mars 1890).
- 5 mai : Alessandro Fantini, cycliste italien (° 1er janvier 1932).
- 19 août : Ettore Meini, cycliste italien (° 5 janvier 1903).